# Percy Faith
Pour les articles homonymes, voir Faith.
Percy Faith, né le 7 avril 1908 à Toronto au Canada et mort le 9 février 1976 à Encino en Californie aux États-Unis, est un chef d'orchestre, compositeur, orchestrateur d'origine canadienne naturalisé américain, surtout connu pour ses airs avec chœur féminin.

## Biographie
Il travaille pour Canadian Broadcasting Corporation (service de radio et télévision d'état au Canada) de 1933 à 1940.
En 1945, il est naturalisé américain et compose plusieurs disques pour Voice of America (services de radio et télévision appartenant à l'État américain).
Il a également accompagné la chanteuse française Jacqueline François.
Le morceau le plus célèbre qu'il a joué reste Theme from A Summer Place en 1960, composé par Max Steiner pour le film A Summer Place, musique notamment reprise dans la bande originale du film Rose Red, scénarisé par Stephen King (2002). Il a son étoile sur le Hollywood Walk of Fame.
Son grand orchestre reprendra de très nombreux succès de variétés, allant des mélodies romantiques (dans un style parfois proche de celui de l'orchestre de Mantovani), aux rythmes  vifs et enjoués.
Quelques albums reprendront notamment ou s'inspireront d'une manière spectaculaire des airs mexicains joués par les mariachis, étoffés des violons, trompettes et de tout l'orchestre. Tout aussi réussi sera son album reprenant plusieurs airs de Noël, souvent diffusé à l'occasion des fêtes de fin d'année.
Sa discographie, 78 tours puis microsillon, reprise en partie sur CD, est très importante et internationale.

## Filmographie
- 1951 : Starlift
- 1955 : Les Pièges de la passion (Love Me or Leave Me)
- 1961 : Les Lycéennes (Tammy Tell Me True)
- 1962 : The Final Hour
- 1962 : The Devil's Children
- 1964 : I'd Rather Be Rich
- 1965 : Les Déesses de l'amour (The Love Goddesses)
- 1965 : Le Témoin du troisième jour (The Third Day)
- 1966 : La Statue en or massif (The Oscar)

## Numéros 1
- Delicado - n° 1 US, juillet 1952[1]
- The Song from Moulin Rouge (Where Is Your Heart) - n° 1 US, mai/juillet 1953
- Theme from A Summer Place du film A Summer Place - n° 1 US, février/avril 1960

## Discographie

### Albums
- Continental Music (1953)
- Delicado (1953)
- Kismet (1954)
- Music from Hollywood (1954)
- Music of Christmas (1954)
- Music Until Midnight (1954)
- Percy Faith Plays Romantic Music (1954)
- Amour, Amor, Amore (1955)
- Girl Meets Boy (1955)
- Music for Her (1955)
- Wish Upon a Star (1955)
- It's So Peaceful in the Country (avec Mitch Miller) (1956)
- The Most Happy Fella (1956)
- My Fair Lady (1956)
- Passport to Romance (1956)
- Swing Low in Hi-Fi (1956)
- Adventure in the Sun (1957)
- The CBS Album of George Gershwin (1957)
- Li'l Abner (1957)
- Viva: The Music of Mexico (1957)
- The Columbia Album of Victor Herbert (1958)
- Hallelujah! (1958)
- South Pacific (1958)
- Touchdown! (1958)
- Bouquet (1959)
- Malagueña: Music of Cuba (1959)
- A Night with Sigmund Romberg (1959)
- Porgy and Bess (1959)
- Bon Voyage!: Continental Souvenirs (1960)
- Jealousy (1960)
- A Night with Jerome Kern (1960)
- The Sound of Music (1960)
- Camelot (1961)
- Carefree (1961)
- Mucho Gusto! More Music of Mexico (1961)
- Subways Are for Sleeping (1961)
- Tara's Theme from Gone With The Wind (1961)
- This Fling Called Love (avec Eileen Farrell) (1961)
- Bouquet of Love (1962)
- Exotic Strings (1962)
- Hollywood's Great Themes (1962)
- The Music of Brazil! (1962)
- American Serenade (1963)
- A Look at Monaco (1963)
- Shangri-La! (1963)
- Themes for Young Lovers (1963)
- Great Folk Themes (1964)
- The Love Goddesses (1964)
- More Themes for Young Lovers (1964)
- Broadway Bouquet (1965)
- Do I Hear a Waltz? (1965)
- Latin Themes for Young Lovers (1965)
- Bim! Bam!! Boom!!! (1966)
- Christmas Is... (1966)
- The Oscar (1966)
- Themes for the "In" Crowd (1966)
- Born Free and Other Great Movie Themes (1967)
- Today's Themes for Young Lovers (1967)
- Angel of the Morning (1968)
- For Those in Love (1968)
- Love Theme from "Romeo and Juliet" (1969)
- Those Were the Days (1969)
- Windmills of Your Mind (1969)
- The Beatles Album (1970)
- Held Over! Today's Great Movie Themes (1970)
- Leaving on a Jet Plane (1970)
- Black Magic Woman (1971)
- I Think I Love You (1971)
- Jesus Christ Superstar (1971)
- Day By Day (1972)
- Joy (1972)
- Clair (1973)
- Corazon (1973)
- My Love (1973)
- Chinatown Featuring the Entertainer (1974)
- Clair (1974)
- Country Bouquet (1974)
- The Great Concert (1974)
- New Thing (1974)
- Disco Party (1975)
- Summer Place '76 (1976)